# Melchior Boisserée

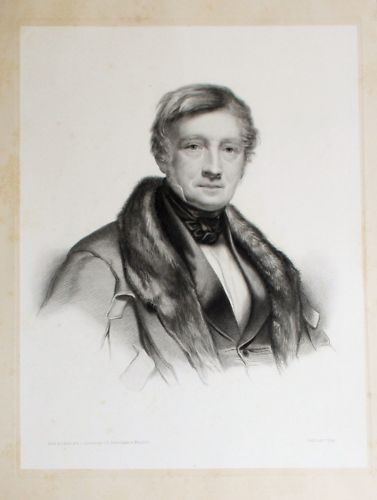
Melchior Boisserée (1840)

Melchior Hermann Joseph Georg Boisserée (* 23. April 1786 in Köln; † 14. Mai 1851 in Bonn) war ein deutscher Kunstsammler.

## Leben
Melchior wurde als jüngstes von 11 Kindern des Handelsmannes Nicolas Boisserrée und dessen Ehefrau Maria Magdalena Brentano geboren. Nach dem frühen Tod der Eltern 1790 und 1792 übernahm die Großmutter die Sorge für die Erziehung. Er besuchte bis etwa 1799 das Internat des Fürstentums Salm in Anholt und danach in Köln die École Centrale, wo er Naturwissenschaften studierte. 1803 reisten die Brüder nach Paris und machten dort die Bekanntschaft von Friedrich Schlegel, den sie dann nach Köln holten, wo er an der Zentralschule unterrichtete.
Gemeinsam mit seinem älteren Bruder Sulpiz Boisserée und ihrem gemeinsamen Freund Johann Baptist Bertram begründete er ab 1804 eine Sammlung von Gemälden altdeutscher Kunst, die in ihrem Aufbau durch die Umbrüche nach dem Reichsdeputationshauptschluss begünstigt wurde. Von November 1810 bis 1819 zeigten sie die Sammlung im Palais Boisserée am Karlsplatz in Heidelberg, danach in Stuttgart. Die 215 Tafelgemälde umfassende Sammlung verkauften er und sein Bruder 1827 an König Ludwig I. von Bayern, ab 1836 waren große Teile der Sammlung in der Münchner Alten Pinakothek zu sehen. Melchior Boisserée dokumentierte diese Sammlung als Herausgeber eines größeren lithographischen Werkes, welches in der Zeit von 1821 bis 1840 in 114 Blättern des Lithographen Johann Nepomuk Strixner erschien.
Er förderte die Wiederbelebung der Tradition der Glasmalerei in Deutschland im Zusammenhang mit dem Einsatz beider Brüder für die Fertigstellung des Kölner Doms. Gemeinsam mit seinem Bruder wurde er auf dem Alten Friedhof in Bonn bestattet, wo das Grabmal mit einem Christus-Relief von Christian Daniel Rauch erhalten ist.
1888 wurde zu Ehren der Familie die Boisseréestraße eingeweiht, die jetzt zum Kölner Stadtteil Neustadt-Süd gehört.